# Michel Vaillant

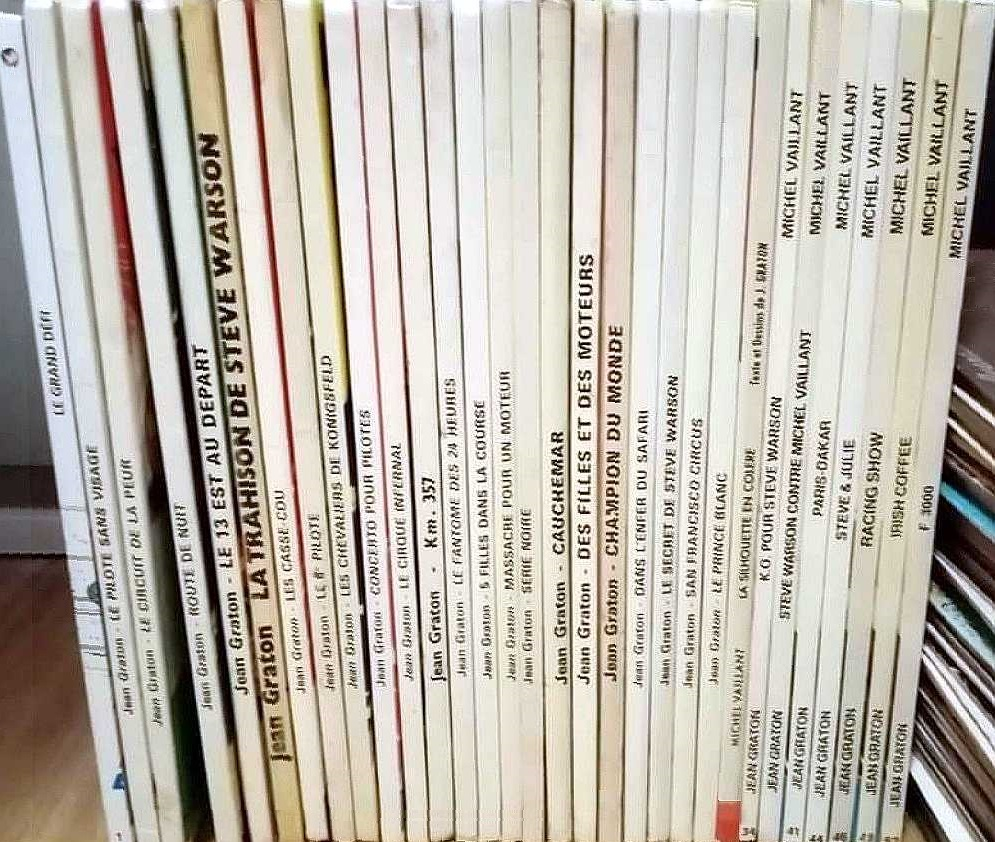
Képregénykötetek

A Michel Vaillant francia képregénysorozat, amely eredetileg 70 kötetben jelent meg 1959 és 2007 között. Megalkotója Jean Graton. Főszereplője Michel Vaillant fiktív francia autóversenyző, aki főként a Formula–1-ben versenyez, de egyes történetekben más autó- és motorversenyző sportágakban is kipróbálja magát (Le Mans, Indianapolisi 500, Dakar-rali, enduro és egyebek). Kalandjairól egy 65 részes rajzfilmet is készítettek, továbbá élőszereplős sorozatot és filmet, 2012-től pedig egy második képregénysorozatot.

## Keletkezése
Megalkotója Jean Graton (1923–2021), akinek 1957-ben közölte első Vaillant-képregényét a Tintin magazin (Le Journal de Tintin). Kötetben legelőször 1959-ben jelent meg (Le Grand Défi), 2007-ig pedig összesen 70 kötetet adtak ki Vaillant és társai kalandjairól, melyekből 20 millió példány kelt el. Az első tizenkét évben Graton egyedül írta és rajzolta a történeteket, de 1970-ben kibővítette stúdióját, 1982-ben pedig saját kiadót alapított. 1994-ben fia, Philippe Graton vette át a munka nagy részét.
2012-től egy új képregénysorozatot („második évad”) adnak ki Michel Vaillant kalandjairól. Ezenkívül különkiadások, spinoff sorozatok és egyéb kiadványok is megjelentek.
A képregényekre jellemző a nagyfokú realizmus mind a rajzokban, mind a versenyek világának bemutatásában, és számos valós szereplő is megjelenik bennük, például Juan Manuel Fangio, Gilles Villeneuve, Jacky Ickx, Alain Prost, Rainier herceg, Sylvester Stallone vagy Jacques Chirac. Több fiatalt (közöttük Alain Prostot és Luc Donckerwolket) a Michel Vaillant-történetek ihlettek arra, hogy az autósportot válasszák karrierként.
1967-ben egy 13 részes élőszereplős sorozatot készítettek, 1990-ben egy 65 részes rajzfilmsorozatot (Amerikában Heroes on Hot Wheels néven forgalmazták), 2003-ban pedig egy egész estés élőszereplős filmet. Ezeken kívül Vaillant-témájú játékautók, társasjáték, videójáték is megjelent. A képregénysorozat igen népszerű a sportrajongók körében.

## Cselekménye
A történet szerint a Vaillante egy francia családi vállalat, amely szállítás mellett autókat és teherautókat is készít, és 1939-ben Henri Vaillant úgy dönt, hogy a cégen belül versenycsapatot is alapít. A csapat két fő pilótája Michel Vaillant (Henri fia) és Steve Warson. Számos versenyen vesznek részt a Formula–1-ben, Le Mans-on, rali és egyéb kihívásokon. Fő ellenfelük az autósportot uralni akaró agresszív Leader csapat. A legtöbb rész versenyeket mutat be, de egyesek a csapat versenyzőinek magánéletével és problémáival foglalkoznak.

## Főszereplők
- Michel Vaillant a sorozat címszereplője. Nevét az autó feltalálójától, Karl Benztől kölcsönözte, akinek születési neve Karl Friedrich Michael Vaillant volt.[8] Többen úgy tartják, hogy Jacky Ickx volt a fő inspiráció Vaillant karakteréhez, bár ez nyilván csak a későbbi részekre érvényes, ugyanis 1957-ben, a képregény megszületésekor Ickx még csak 12 éves volt.[1] Fiatal, nagylelkű, becsületes, népszerű ember, számos sportágban versenyzik, és többen bajnok is lett (Formula–1, Le Mans, Indy 500, Dakar-rali, Monte-Carlo-rali). Angol fordításban neve Michael Valiant, a dán és norvég fordításokban pedig Mark Breton.

- Steve Warson, Michel csapattársa, barátja és riválisa. Amerikai versenyző, személyisége sok szempontból ellentétes Michelével.

- Julie Wood, motorversenyző, aki kezdetben Graton egyik külön képregénysorozatában szerepelt, azonban a Le Journal de Tintin nem akarta leközölni, mert a konzervatív újság nem kívánt vonzó és független női karakterekről szóló sorozatokat megjelentetni.[4] Julie Wood később a Vaillante csapathoz csatlakozott és a Michel Vaillant-képregényekben jelent meg.

- Le Leader, a sorozat főgonosza és a Vaillante csapat nemezise. A Leader rivális csapatot vezeti, uralni akarja az autósportot, és semmilyen stratégiától nem riad vissza.